# Вспомогательная полиция

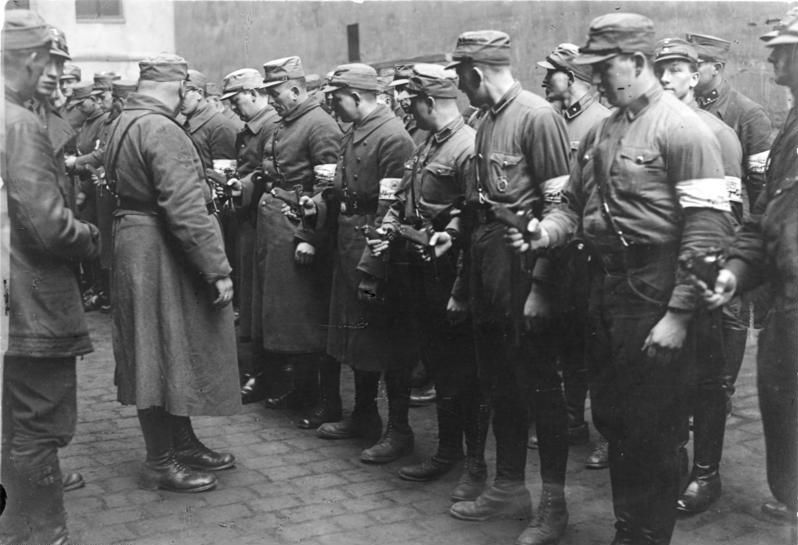
Отряд СА в качестве HiPo во время построения (Берлин, март 1933)

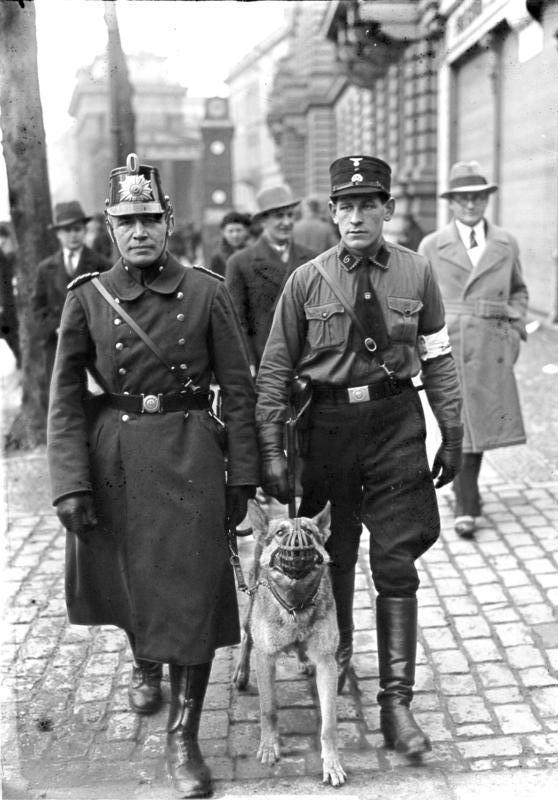
Кадровый полицейский (слева) и «вспомогательный» полицейский из Allgemeine SS при патрулировании улиц Берлина во время выборов в Рейхстаг (5 марта 1933)

Вспомога́тельная поли́ция (нем. Hilfspolizei, сокращённо Hipo) — военизированная организация нацистской Германии в составе полиции порядка (ОРПО), существовала с февраля по середину августа 1933 года в Пруссии и в других землях Германского рейха.
Вспомогательная полиция включала в себя членов СС, СА и бывших членов организации «Стальной шлем». Она сыграла значительную роль в захвате власти НСДАП в Германии и центральную роль в ликвидации политических оппонентов, которые были арестованы и депортированы. После её расформирования, значительная часть «вспомогательных полицейских» стала служить в охране концлагерей.
На оккупированных территориях СССР войсками германского вермахта, вспомогательная полиция формировалась, как правило, на основе добровольцев из числа военнопленных и местного населения. Подобные военизированные полицейские формирования существовали почти во всех оккупированных государствах и странах. Отличались значительным разнообразием форм организации (шуцманы, самооборона, синяя полиция и другие). В русском языке за служащими таких коллаборационистских полицейских органов закрепилось разговорное уничижительное название «полицай» (во множественном числе — «полица́и»), что в немецком языке дословно означает «полиция».

## В нацистской Германии
Hilfspolizei была создана 22 февраля 1933 года Германом Герингом, незадолго до этого назначенным министром внутренних дел Пруссии, для оказания помощи регулярной полиции в поддержании порядка и преследования коммунистов, обвинявшихся в поджоге Рейхстага. Организация быстро распространилась из Пруссии на другие германские государства и одобрены Указом Гитлера о поджоге Рейхстага.
Подразделения были укомплектованы, главным образом, участниками Sturmabteilung (SA) и Allgemeine SS и носили форму SA или SS с белыми нарукавными повязками. Считается, что подразделения Hilfspolizei насчитывали 25 000 членов СА и 15 000 СС. В подразделения Hilfspolizei также были включены члены ветеранской организации «Союз фронтовиков Стальной шлем» (нем. Stahlhelm, Bund der Frontsoldaten). Формирования проводили или организовывали многочисленные жестокие нападения на противников нацистов, ими вначале комплектовались концентрационные лагеря Колумбия и Дахау.
Из этого формирования выросли впоследствии SS-Totenkopfverbände. Hilfspolizei была расформирована в августе 1933 года в связи с международными протестами, по поводу нарушения с её созданием положений Версальского договора о разоружении Германии, в связи с ростом недоверия Адольфа Гитлера к SA, а также в связи с тем, что подобные формирования переросли свои первоначальные цели в результате установления нового нацистского режима.

## На оккупированных территориях

### Виды формирований Hilfspolizei
Все органы вспомогательной полиции не были самостоятельными и подчинялись немецким полицейским управлениям на оккупированных территориях. Местные администрации (городские и сельские управы) занимались лишь чисто административным поддержанием деятельности полиции — формированием, выплатой жалования, доведением до их сведения распоряжений немецкой власти и т. п. Термин «вспомогательная» подчёркивал несамостоятельность полиции по отношению к немцам. Не имелось даже единообразного названия — помимо Hilfspolizei, использовались и такие, как «охранная полиция» (полиция общественной безопасности, (нем. Schutzpolizei, «шупо»), «служба порядка» (нем. Ordnungsdienst), «еврейская полиция» (нем. Judischer Ordnungsdienst), «гражданское ополчение» (нем. Bürgerwehr), «местное ополчение» (нем. Heimwehr), «самозащита» (нем. Selbstschutz).

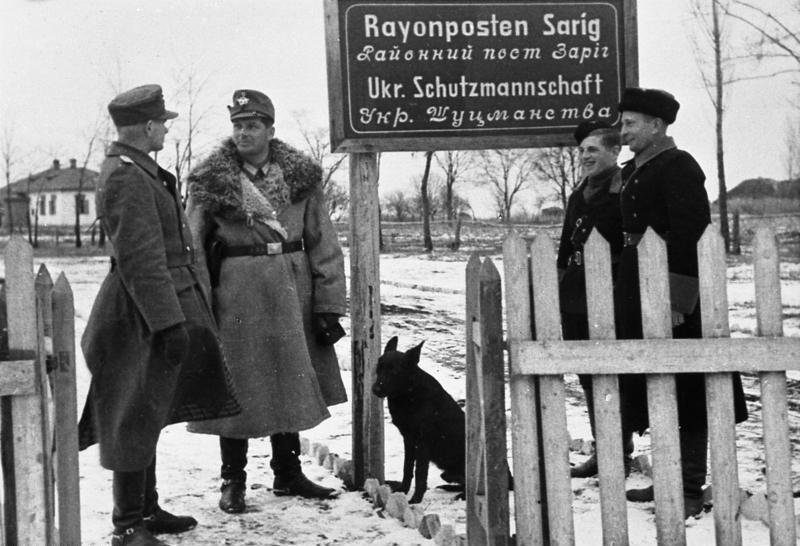
Гауптвахмистр полиции порядка Фолькманн, руководитель районного щуцманского поста Зариг (Украина) даёт указания своим подчинённым, декабрь 1942.
Немецкий государственный архив (Bundesarchiv), фотография 121—1500

Особыми подразделениями полиции являлись так называемые «шуцманшафты», «шума» (нем. Schutzmannschaft, сокр. Schuma — охранная команда) — карательные батальоны, формировавшиеся, как правило, из местного населения и военнопленных и действовавшие под непосредственным командованием немцев и вместе с другими немецкими частями. Позднее некоторые части переведены в состав СД и СС. Выполняли широкий круг задач от антипартизанской деятельности (в том числе, карательной), охраны концентрационных лагерей и до участия в акциях по «окончательному решению еврейского вопроса». Общая численность шуцманшафта по рапорту конца 1942 года составляла 47 974 человека.
Согласно приказам германского командования, на службу во вспомогательную полиции следовало принимать «особо надёжных» лиц, которые «боролись с большевизмом или настроены антибольшевистски». При этом должны были «принципиально исключаться члены коммунистической партии, активисты и сочувствующие коммунизму» и уголовные преступники.[уточнить]
Помимо этого, помощь в борьбе с партизанами и укрывшимися в лесах евреями оказывали так называемые «соединения по борьбе с бандами» (нем. Bandenkampfverbände). Эти соединения представляли собой исполнительные группы смешанного состава из военнослужащих вермахта, СС, полицейских и прочих «восточных помощников» (нем.  Ost-Hilfswilligen, Hiwis, хиви). Полномочия по формированию указанных групп были предоставлены руководителю «соединений по борьбе с бандами», которым был глава СС и полиции группы армий Центр, группенфюрер СС Эрих фон Бах-Целевски.
На конец 1942 года численность Bandenkampfverbände составляла 14 953 немцев и 238 105 «восточных помощников».
В ряде регионов полицейские функции, с санкции немецких властей, выполняли воинские или полупартизанские соединения коллаборационистов. В Полесье эту роль играла «Полесская сечь» Т. Бульбы-Боровца, на западе России − «Русская освободительная народная армия» Б. Каминского и 1-я русская национальная бригада СС «Дружина» В. Гиля-Родионова.

### Форма и знаки различия

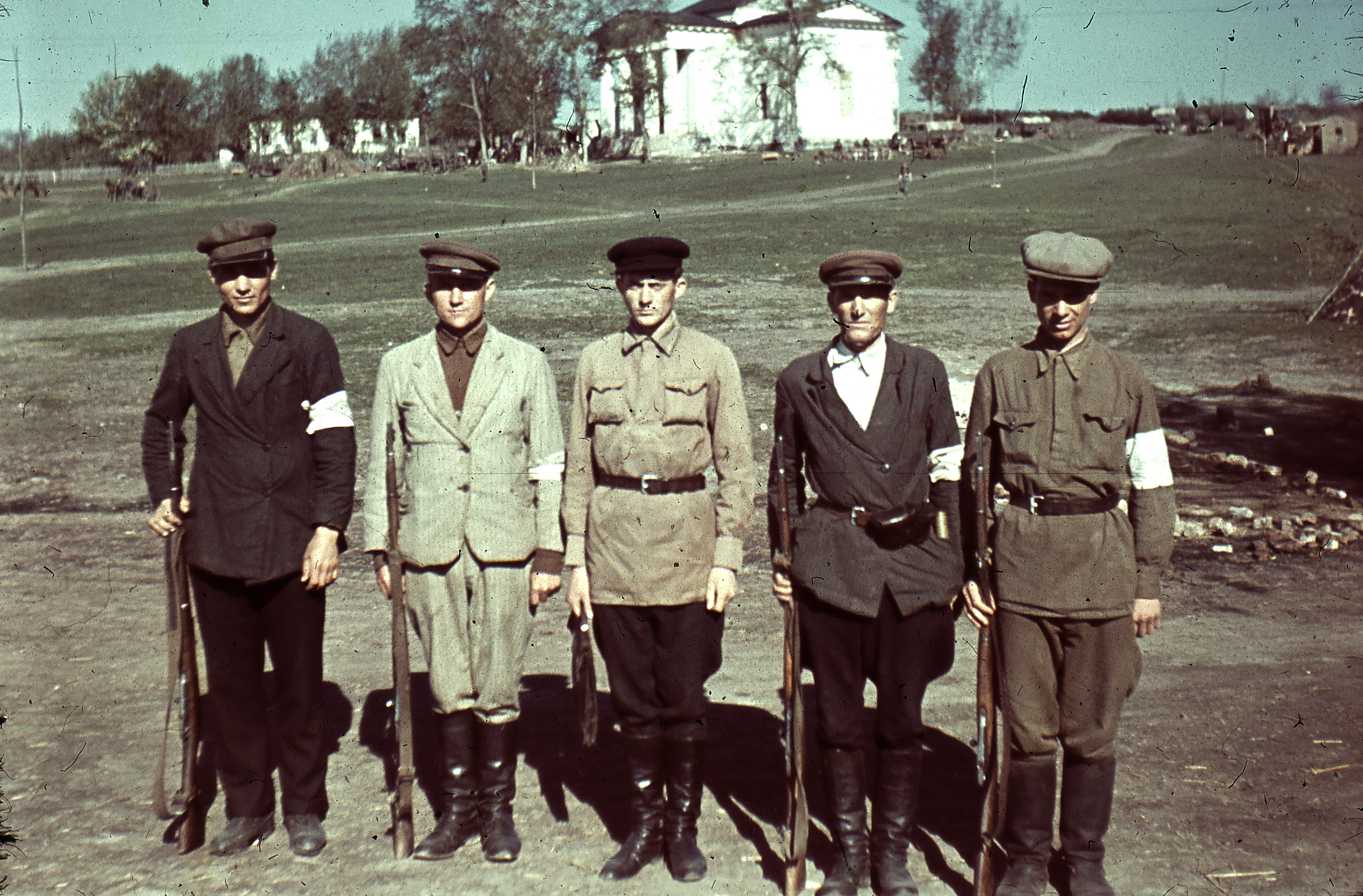
Формирования местной вспомогательной полиции на оккупированных территориях не всегда обеспечивались униформой, они могли быть одеты даже в советские гимнастёрки без знаков различия, а чтобы их не спутали с партизанами они носили белую нарукавную повязку

Форма одежды и знаки различия для членов вспомогательной полиции применялись непоследовательно. Первоначально сотрудники вспомогательной полиции носили белые повязки с надписью «Polizei» («Полиция») (или вообще без таковой), отчего в русском языке появилось их уничижительно-презрительное название «полицай». Во всём прочем их форма одежды была произвольной (например, они могли носить советскую военную форму или мундиры других стран, занятых Германией — таких, как Чехословакия или Польша — со снятыми знаками различия).
Ближе к концу 1941 г. в ряде регионов у полицаев появляется своя форма и знаки различия, в том числе знаки для различения полиции по регионам.
На территории оккупированных областей России вспомогательная полиция носила мундиры вермахта со знаками различия «восточных батальонов» и треугольной нашивкой с буквами OD (нем. Ordnungsdienst, «служба порядка») на рукаве. Именно такую форму носит полиция в немецком пропагандистском фильме «Наши друзья» (1943).
На территории Рейхскомиссариата Украина полиция носила чёрную форму со светлыми воротниками и галстуками. Головным убором была пилотка или кепи летом, меховая шапка — зимой. Рядовой состав имел нарукавные нашивки, сержанты и командиры (не выше гауптмана) — на воротнике. На Украине полицаи нередко носили жёлто-голубые ленточки и/или трезубцы на головных уборах, однако их ношение периодически то запрещалось, то вновь разрешалось.
Белорусская народная самопомощь в Генеральном округе Белоруссия носила немецкую форму с собственными знаками различия.
В Польше (на территории Генерал-губернаторства) полицаев прозвали «тёмно-синими» (пол. granatowa policja) за цвет мундиров.
В Генеральном округе Литва капралы полиции носили тёмно-синие головные уборы с жёлтым кантом.
Члены шуцманшафтов носили немецкую военную форму со знаками различия «восточных батальонов», на рукаве имели нашивку с надписью «Treu Tapfer Gehorsam» (нем.) — «Верный, Храбрый, Послушный».

### Личный состав
Мотивы поступления жителей оккупированных территорий на службу во вспомогательную полицию были различными. Среди них встречались как «идейные» сторонники оккупантов, так и обычные приспособленцы. На оккупированных территориях СССР среди последних встречались и бывшие коммунистические активисты, бывшие председатели колхозов и т.п., желавшие выслужиться перед новыми хозяевами. В полицию набирали и советских военнопленных, для которых это была возможность избежать смерти от голода; иногда для молодых мужчин альтернативой службы в полиции была отправка в Германию на принудительную работу.

### Обращение с населением
Большинство формирований вспомогательной полиции «отличилось» участием в военных преступлениях и расправах над мирным населением, прежде всего над евреями.
Сводный доклад бригадефюрера СС Вальтера Шталекера от 15 октября 1941 г.:
| «С самого начала ожидалось, что одни только погромы не решат еврейскую проблему в Остланде. Целью операций зачистки, проводимых полицией безопасности в соответствии с основными приказами, было наиболее тщательное уничтожение евреев». |

Из письма инспектора по вооружению на Украине от 2 декабря 1941 г.:
| «Некоторое время еврейское население не трогали после окончания военных действий. Только лишь спустя несколько недель, иногда месяцев, специально выделенные части полиции начали производить планомерные расстрелы евреев. Эти действия происходили, как правило, в направлении с востока на запад. Это производилось открыто с использованием украинской милиции, и, к несчастью, в некоторых случаях военнослужащие германской армии также принимали в этом добровольное участие. Эти действия распространялись на мужчин, стариков, женщин и детей всех возрастов и проводились ужасным образом… Примерно от 150 до 200 тыс. евреев было уничтожено в той части Украины, которая входила в рейхскомиссариат. Никакого внимания не обращалось на интересы экономики…» |